# Manuel Azaña
Manuel Azaña Díaz (født 10. januar 1880 i Alcalá de Henares nær Madrid, død 3. november 1940 i Montauban, Frankrig) var en spansk politiker, som var den anden og sidste præsident i Den anden spanske republik (maj 1936 til april 1939). Han var forsvarsminister fra april til juni 1931 og statsminister fra juni 1931 til september 1933.
Azaña kom fra en rig familie, men blev forældreløs ung, han studerede i Madrid, blev advokat i 1897 og tog en doktorgrad i 1900.
Efter at republikanerne tabte den spanske borgerkrig, flygtede han til Frankrig og gik af som præsident.
1. ↑  Navnet er anført på spansk og stammer fra Wikidata hvor navnet endnu ikke findes på dansk.